# غردقه
غَردَقه (به عربی الغردقة، در زبان‌های اروپایی: Hurghada) شهری است در کرانه مصری دریای سرخ.
این شهر که در استان بحر الاحمر مصر قرار دارد از مراکز مهم گردشگری و پلاژهای محبوب این کشور بشمار می‌آید.
بنیاد شهر غردقه در آغاز سده بیستم بود و از آن زمان به اینسو سرمایه‌گذاران آمریکایی، اروپایی و عرب همواره به گسترش آن کمک کرده‌اند.

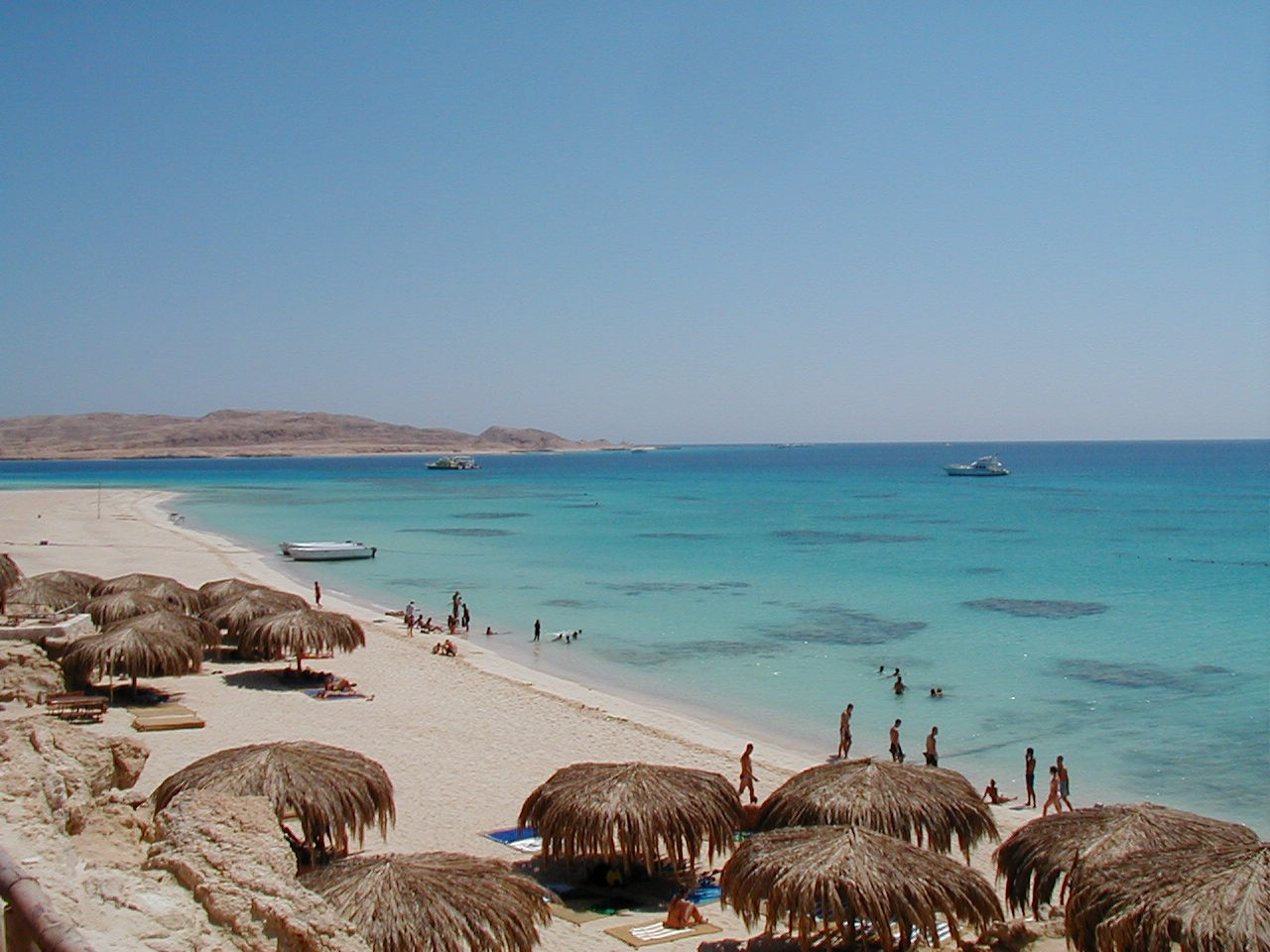
المحمیه، غردقه.

غردقه حدود ۴۰ کیلومتر در راستای کرانه دریا کشیده شده ولی این شهر رو به سوی صحرا پهنای کمی دارد. گردشگران فراوانی بویژه از روسیه، جمهوری چک و آلمان به غردقه می‌آیند. این شهر که تا چندی پیش یک دهکده کوچک ماهیگیری بیش نبود امروزه چهل هزار سکنه دارد و به سه بخش اصلی به نام‌های الدهر (مرکز شهر و منطقه قدیمی)، سقاله (منطقه تازه‌ساز) و جاده القُرّه (نوسازترین بخش) تقسیم شده‌است.
بازار اصلی شهر در الدهر قرار گرفته و ناحیه مرکز شهر غردقه به عنوان منطقه گردش‌های شبانه و رقص و شادی معروف است.
فرودگاه بین‌المللی غردقه پروازهایی مستقیم از قاهره و چند شهر اروپایی به غردقه دارد. جمعیت این شهر ۲۴۸٬۰۰۰ نفر بود.
نام غردقه از نام درخت قره‌داغ گرفته شده است. 
  این نام ترکی در زبان عربی به شکل غردق درآمده است.

## تاریخچه
ساحل دریای سرخ مصر از دوران باستان مسکونی بوده‌است. منطقه غردقه از سده چهارم میلادی با سکونت در محل استقرار باستانی ابو شعر، واقع در ۲۰ کیلومتری شمال شهر امروزی، مسکونی بوده‌است. این محل که در ابتدا به عنوان یک قلعه نظامی امپراتوری روم برای واحد Ala Nova Maximiana بین سال‌های ۳۰۹ تا ۳۱۱ میلادی تأسیس شده بود، در حدود سال ۴۰۰ میلادی به یک جامعه مسیحی تبدیل شد. مسیحیان قلعه را به یک کلیسا تبدیل کردند و کتیبه‌ها، نقاشی‌های دیواری و مصنوعاتی مانند یک پاپیروس قرن پنجم و یک پرده با صلیب را از خود به جای گذاشتند. این سکونتگاه پس از فتح مصر توسط ساسانیان یا پس از فتح اسلامی مصر رو به زوال گذاشت.
شهر امروزی غردقه در سال ۱۹۰۵ به عنوان یک روستای ماهیگیری تأسیس شد. در سال ۱۹۱۳ نفت در این منطقه کشف شد و در سال ۱۹۲۱ شرکت‌های نفتی انگلیسی استخراج و صادرات آن را آغاز کردند. در زمان سلطنت فاروق یکم یک مرکز تفریحی در این شهر ساخته شد، اما پس از ملی شدن صنایع مصر توسط جمال عبدالناصر، این مرکز به نیروهای مسلح مصر واگذار شد.
در طول جنگ فرسایش‌زا بین اسرائیل و مصر (۱۹۶۷–۱۹۷۰)، جزیره شدوان در دریای سرخ در شرق شهر توسط نیروهای مصری مستحکم شد و به عنوان پست رادار مورد استفاده قرار گرفت. در ۲۲ ژانویه ۱۹۷۰ این جزیره محل عملیات رودس بود. سربازان اسرائیلی با حمله هلیکوپتری آن را به مدت ۳۶ ساعت اشغال کردند.
در طول جنگ اکتبر ۱۹۷۳، بندر غردقه هدف چهار عملیات اسرائیل بود. در سپتامبر ۱۹۹۴، تیراندازان دو مصری و یک گردشگر آلمانی را کشتند. مرد آلمانی دیگری نیز در این حمله مجروح شد و پس از بازگشت به آلمان بر اثر جراحات وارده جان باخت. در سال ۲۰۱۶، یک حمله تروریستی در غردقه ، با الهام از گروه جهادی دولت اسلامی، سه گردشگر را زخمی کرد. در حمله تروریستی دیگری در سال ۲۰۱۷ در غردقه، مردی اعلام کرد که می‌خواهد فقط غیرمصری‌ها را بکشد و هفت گردشگر زن را با چاقو زد. دو زن آلمانی و یک زن چک در این حمله که در دو هتل تفرجگاه جداگانه رخ داد، کشته شدند.